# Tantã
Le tantã ou tantãn est un instrument de percussion, qui consiste en un type de tambour de forme cylindrique ou en entonnoir (type atabaque), avec un manche en bois ou en aluminium. Il comporte une peau animale ou en polyester (synthétique) sur une seule de ses extrémités. Son diamètre peut varier, les plus utilisés sont le « 12″ », aussi appelé meule, fraise ou douille, et le « 14″ », qui a un son plus grave comme celui du surdo.
Cet instrument est un instrument de marquage (marcação), et se joue avec les mains pour jouer de la samba et d'autres rythmes caractéristiques de la même origine, ayant été créé par Sereno, un joueur de samba de Rio de Janeiro, membre et cofondateur du groupe de pagode Fundo de Quintal. Le tantã a été introduit dans la samba pour remplacer le surdo de marquage dans les cercles de samba du Cacique de Ramos à la fin des années 1970.